# Petre Ivănescu
Petre Ivănescu (n. 15 aprilie 1936, București, România – d. 1 aprilie 2022, Essen, Germania) a fost un handbalist și antrenor german originar din România.

## Biografie
A jucat la Dinamo București, echipă cu care a câștigat campionatul național de 13 ori și Cupa Campionilor Europeni în 1965.
A jucat 205 meciuri pentru echipa națională a României, cu care a câștigat două Campionate Mondiale (1961 și 1964). La Campionatele Mondiale din 1961 a fost desemnat golgheter, împreună cu cehoslovacul Zdeněk Rada (24 de goluri).
A rămas în 1967 în RFG, unde a activat mai întâi ca jucător și apoi ca antrenor.
Ca antrenor a avut cel mai mare succes la VfL Gummersbach, cu care a câștigat între 1978 și 1983 Cupa IHF (1982), Cupa Campionilor Europeni (1983) și de două ori Campionatul German (1982, 1983) și Cupa Germaniei (1982, 1983). 
A antrenat de asemenea echipa TUSEM Essen (1974-1976, 1983-1986, 1990-1993). Cu această echipă a câștigat atât Campionatul German (1986)  cât și Cupa Germaniei (1990, 1991). 
Între 1987-1989 a fost antrenor al echipei naționale masculine a Germaniei. A fost numit de două ori „Antrenorul anului” în Germania de Vest (1987, 1988).
Între 2003 și 2005 a antrenat echipa națională masculină a României.
Fiul lui, Dan Ivănescu, a fost de asemenea handbalist.

## Distincții
- Ordinul „Meritul Sportiv” clasa a II-a (8 mai 1968) „pentru contribuția deosebită adusă la dezvoltarea mișcării de cultură fizică și sport și pentru merite deosebite în activitatea sportivă de performanță, cu prilejul împlinirii a 20 de ani de la înființarea Clubului sportiv «Dinamo»-București al Ministerului Afacerilor Interne”[6]

## Cărți publicate
- Ivănescu, Petre (2020). Am vrut să ating stele. Coresi Publishing House. ISBN 978-6-0699-6599-3.